# 사이클론 카타리나
사이클론 카타리나(Cyclone Catarina)는 열대성 저기압이 거의 발생하지 않는 남대서양에서 2004년 3월 24일, 그 세력이 사피어-심프슨 허리케인 등급 제2등급인 다소 강한 사이클론으로 발생했다. 또한 이 사이클론으로 인해 브라질 남동부 지역에서 피해를 입게 되었다.

## 사이클론의 진행

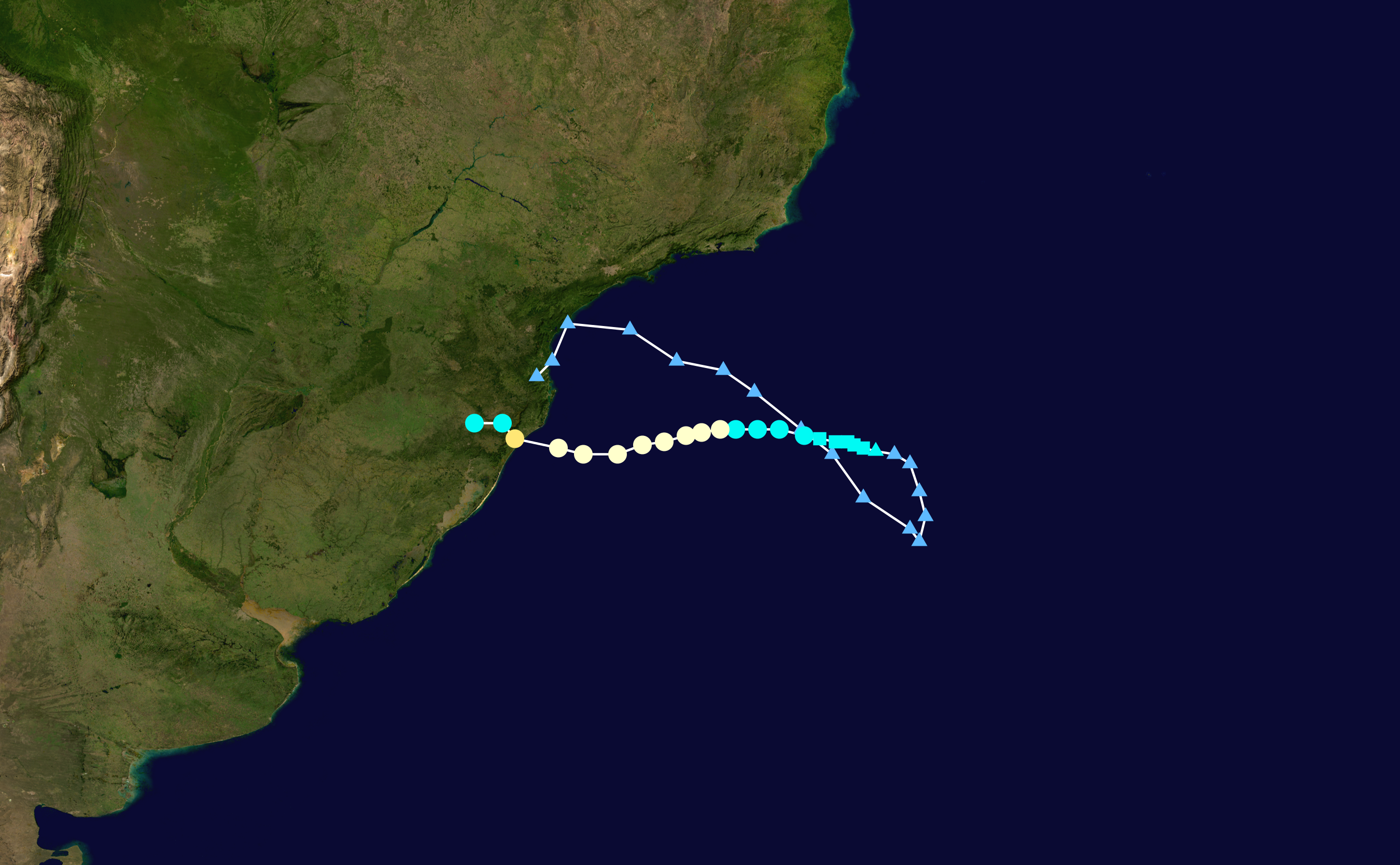
사이클론 카타리나의 이동 경로

3월 12일에 브라질 남부 해안에서 저기압대가 형성되었다. 저기압대가 형성되면서 열대요란이 발달해 이 열대요란은 3월 19일에 형성되었으며 3월 22일까지 남동진하다가 남동쪽에 위치한 고기압대에 가로막혀 움직임을 멈추었다. 그러나 북쪽으로 진로를 바꾸어 이동하고 다시 서진하기 시작하면서 점차 강해지기 시작해 3월 24일에 아열대폭풍으로 . 3월 25일에 플로리아노폴리스 동남동쪽 약 1010km 부근 해상에서 열대폭풍으로 발달하였다.
이 열대폭풍은 크기가 작았으나 강력해지면서 계속 서쪽으로 브라질을 향해 전진했다. 3월 26일에 허리케인의 눈이 확연하게 드러나면서 허리케인과 맞먹는 세력까지 강해졌다. 브라질 신문에서는 지금 발생한 허리케인이 산타카타리나주를 향해오고 있다라고 나타냈다. 이 기사 때문에 허리케인은 '카타리나(Catarina)'로 이름이 붙여졌다. 카타리나는 당시 남대서양의 높은 수온 덕분에 풍속 160km/h(100mph)의 세력까지 강해져 사피어-심프슨 허리케인 등급 제2등급의 세력이 되었다. 돌풍은 180km/h(110mph)까지 관측되었다. 이 세력으로 브라질 최남부의 주(州)인 히우그란지두술주 북동부 해안에 상륙했다. 내륙으로 들어온 카타리나는 급속하게 약화되어 열대저압부로 소멸되었다.

## 사이클론의 이름
브라질 기상예보관들은 초기에 사이클론이 산타카타리나주에 상륙할 것으로 보아 사이클론의 이름을 카타리나라고 명명했다. 하지만 정부 예보관들은 카타리나를 부인했다. 1년이 넘게 지나서야 브라질 기상학자들이 열대 저기압이라고 정의를 내렸다.
북아메리카 기상예보관들은 열대저기압이 극히 드물게 발생하는 남대서양에서 허리케인이 발생한 것에 대해 매우 놀라워했다. 그 때 중심의 눈이 뚜렷이 관찰되고 당시 주변의 수온이 약 26℃로 높아 미국 국립 허리케인 센터에 의해 허리케인으로 인정을 받았다.
사이클론 카타리나의 발생은 매우 비범해 남대서양에서 발생하는 열대저기압에 붙여지는 이름의 목록조차도 없었다. 그래서 'Aldonça', '01T-ALPHA'나 '50L-NONAME' 등의 이름으로 많이 불렸다. 또한 풍속 119km/h(74mph)가 넘으면 허리케인이나 태풍, 사이클론 등으로 불리는데 남대서양에서는 그런 기준이 없어 남반구에서 발생하는 열대저기압을 허리케인으로 부르니까 남대서양에서도 열대저기압을 허리케인으로 통용하게 되었다.

## 비범한 발생
전형적으로 남대서양에서는 열대저기압이 형성되지 않는다. 그 이유로 낮은 수온과 수렴대 발생의 저조함 등을 예로 들 수 있다. 1991년과 2004년에는 발생 조건이 다른 해보다 우호해 열대저기압이 발생했다. 카타리나가 발생한 때는 기후와 대기가 모두 열대저기압의 발생 기준을 충족시켰다. 당시 카타리나의 진로에 있던 바다의 수온은 약 24~25℃여서 보통 발생하는 열대저기압의 수온인 26.5℃보다 약간 못 미쳤지만 대기의 조건이 좋아 다소 큰 세력으로 발달했다.
남대서양에서는 현재까지 8개의 열대저기압 밖에 발생하지 못했다. 2004년에 두 번, 1974년, 1991년, 2006년, 2009년, 2010년, 2011년에 각각 한 번 발생했다. 현재까지도 카타리나의 발생에 지구온난화나 다른 이상 기상현상이 있었는가에 대해 논쟁거리가 되고 있다. 그러나 결론이 내리기 전에 조금 더 자세한 조사가 필요한 상태에 놓여있다.

## 피해

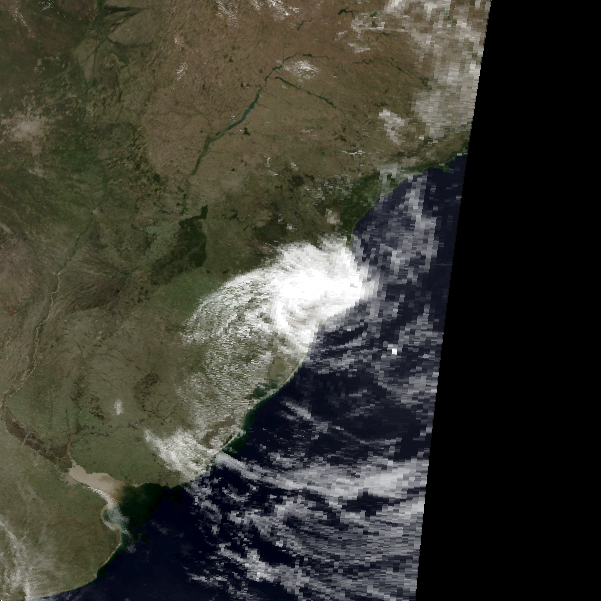
사이클론 카타리나 (3월 28일)

다른 열대저기압과 마찬가지로 허리케인 카타리나도 브라질에 폭우가 내리게 했다. 하지만 카타리나의 진로가 매우 유동적이었음에도 불구하고 브라질 정부는 적절한 대응을 취해 해안가 거주자들을 안전하게 고지대로 대피시켰다. 성공적으로 끝난 대피 덕분에 해안가의 약 4만채의 집이 파손되었고 1천5백채가 완전히 파괴되었으나 인명피해는 거의 없었다. 하지만 85%의 바나나 작물과 40%의 쌀 작물의 피해가 났다. 총 피해액은 3억5천만달러(2004년 기준)로 집계되었고 적어도 3명이 숨지고 75명이 부상당한 것으로 전해졌다. 집을 잃은 2천명의 이재민이 생기기도 하였다.
히우그란지두술주과 산타카타리나주의 경계선을 가로지르는 맘피투바 강에서 남쪽의 히우그란지두술 주의 한 집이 약 50m(165ft)를 떠내려가 산타카타리나 주의 한 도시에서 발견된 일도 있었다. 농경지에서는 옥수수와 바나나, 쌀의 피해가 가장 심했으나 쌀을 재배했던 농민들은 카타리나가 상륙하기 전에 미리 수확을 해 그나마 피해를 덜 수 있었다.
전체적으로 약 3만6천채의 집이 카타리나의 맹공격을 받고 그 중 993채가 완전히 무너졌다. 그러나 상업건물은 2,274채의 건물이 파손되었고 그 중 472채가 무너져 피해가 약간 적었다. 또 공공건물 397채가 파손되었고 그 중 3채만 파괴되었다. 이것으로 인한 피해액은 2560만달러(2004년 기준)였다. 파손된 집의 80%가 지붕이 날아가거나 하반이 붕괴되어 무너져내렸다. 대부분의 피해는 부실한 건설이 원인이어서 연소득이 400달러 미만인 저소득층 가족들의 집에서 많이 관찰되었다.

## 같이 보기
- 남대서양 열대 저기압
- 지중해 열대 저기압
- 1996년 휴런호 아열대폭풍